# Bobnična votlina
Bobnična votlina (latinsko cavum tympani) je ozka in pokončna špranja v srednjem ušesu, ki vsebuje slušne koščice. V ožjem pomenu je bobnična votlina srednje uho.

## Topografija
Pri bobnični votlini opisujemo šest ploskev. Lateralno steno (paries membranaceus) tvori predvsem bobnič, deloma pa kosti, saj sega še malo nad bobnič kot epitimpanično žepno (recessus epitympanicus) in pod bobnič kot hipotimpanično žepno (recessus hypotympanicus).
Medialno steno (paries labyrinthicus) meji na notranje uho, na sredini pa se nahaja izboklina, ki jo napravi prvi zavoj polža (promontorij oz. promontorium). Nad izboklino se nahaja ovalno okence 
(fenestra vestibuli), v katero se vrašča baza stremenca (basis stapedis), pod izboklino pa se nahaja okroglo okence (fenestra cochleae), ki ga zastira sekundarna bobnična membrana (membrana tympani secundaria).
V sprednji steni (paries caroticus) se pričenja evstahijeva cev, ki vodi v žrelo. V zadnji steni  (paries mastoideus) se nahaja odprtina (aditum ad antrum), ki povezuje epitimpanično žepno in notranjost bradavičarja (mastoida).
Zgornja stena (paries tegmentalis) je pravzaprav iz zelo tanke kosti (tegmen tympani) in meji na čvrsto možgansko ovojnico (dura mater) in možgane. Tudi spodnja stena oz. dno (paries jugularis) je zelo tanka in meji na razširjen del notranje jugularne vene (bulbus superior v. jugularis internae).

## Klinični pomen
Zaradi neposredne bližine črvste možganske ovojnice in možganov pri zgornji steni bobnične votline in njene tanke stene se lahko kronične okužbe (infekcije) bobnične votline razširijo v ti dve strukturi.
Rekonstrukcija predrtega bobniča (timpanoplastija) zajema kirurški poseg, ki se ga izvede v notranjosti bobnične votline, pri čemer je dostopna pot seveda evstahijeva cev.
V primeru nabiranja tekočine v srednjem ušesu se lahko bobnič operacijsko predre (timpanotomija) in drenira tekočino iz votline preko majhne igle (timpanocenteza).